# Sul diritto di autodecisione delle nazioni
Sul diritto di autodecisione delle nazioni (in russo: О праве наций на самоопределение) è un articolo scritto da Lenin nel febbraio-maggio 1914, pubblicato sui numeri 4, 5, e 6 della rivista Просвещение ("Istruzione"). Insieme agli articoli Sull'orgoglio nazionale dei Grandi Russi e Osservazioni critiche sulla questione nazionale, questo articolo propone un programma nazionale del partito bolscevico.

## Descrizione
Lenin sostiene che le nazioni sorgono in epoca feudale di crisi, quando vi è la necessità di "unità pubblica del territorio, con una popolazione che parli la stessa lingua". La forma di espressione della nazione è uno stato-nazione. Pertanto, il diritto delle nazioni all'autodeterminazione è la separazione dai "corpi nazionali alieni" e la costruzione di uno stato-nazione. In disaccordo con Rosa Luxemburg, che aveva equiparato il diritto delle nazioni all'autodeterminazione alla promozione del nazionalismo borghese, Lenin sottolinea che la Russia non è uno stato-nazione, in quanto i "grandi russi" e gli stranieri costituiscono parti uguali della popolazione russa. E Lenin si riferisce agli stranieri polacchi, rumeni, ucraini, finlandesi e svedesi. La negazione del diritto all'autodeterminazione minaccia la pace nazionale. L'espressione perfetta del diritto delle nazioni, per Lenin, era stata la separazione della Norvegia nel 1905.